# Мауке
Мауке (англ. Mauke) — острів в Тихому океані, в складі Південної групи островів Кука.

## Опис
Острів облямований скелями (makatea), лише в центральній частині є рослинність (мангрові дерева, таро, кокосові пальми). На Мауке кращі пляжі серед сусідніх островів, але узбережжя не підходить для снорклінгу. У серпні та вересні до острова підпливають кити.

## Населення
Згідно перепису 2011 року, на Мауке проживає 300 осіб. Предки місцевих жителів прибули на Мауке з острова Атіу, але сьогодні представники населення Мітіаро і Мауке співвідносять себе з Атіу. Жителі Мауке зовсім не асоціюють себе з племенами Атіу. У 1982 році Джейн Араро Тарікі в «Cook Islands News» повідомила, що вважає за краще відносити своє плем'я до Are-toa, ніж до Ngati Paruarangi.